# 氷堂涼二
氷堂 涼二（ひどう りょうじ、1978年9月13日 - ）は、日本のイラストレーター、漫画家。女性。
神奈川県生まれ。血液型はO型。同人活動中にスカウトを受け、2002年に月刊ウィングスにて「天然!絶滅ヒーロー!!」でデビュー。曹洞宗の駒沢学園女子中学校・高等学校出身である縁から、曹洞宗の公式出版物にもイラストや漫画を寄せることがある。氷堂 リョージ名義でも活動。

## 作品リスト

### 漫画
- 天然!絶滅ヒーロー!!（新書館、『月刊ウィングス』）全3巻
  1. ISBN 4403617352
  2. ISBN 4403617670
  3. ISBN 4403617972
- ナデプロ!!（新書館、『ウンポコ』）原案、キャラデザ、ドラマCD脚本も担当。全4巻
  1. ISBN 4403618561
  2. ISBN 4403618944
  3. ISBN 4403619681
  4. ISBN 440362118X
- TEMPUS：QUOVADIS（新書館、『月刊ウィングス』）既刊5巻・未完
  1. ISBN 4403618308
  2. ISBN 4403618588
  3. ISBN 4403618758
  4. ISBN 4403618758
  5. ISBN 4403619312
- 椿山の鐘が鳴る!（角川書店、『月刊Asuka』）全3巻
  1. ISBN 404854179X
  2. ISBN 4048542583
  3. ISBN 4048543016
- マクロスF S.M.S物語（角川書店、『ニュータイプ・ロマンス』）
  - 1巻完結、ISBN 404715525X
- 空から!マイ☆NANNY（アスキー・メディアワークス、『シルフ』）全5巻
  1. ISBN 4048703420
  2. ISBN 404870625X
  3. ISBN 404886291X
  4. ISBN 404886839X
  5. ISBN 4048913468
- はらぺこバンピーノ（白泉社、『別冊花とゆめ』）全3巻
  1. ISBN 4592197917
  2. ISBN 4592197925
  3. ISBN 4592197933
- 切っ先3寸（白泉社、『別冊花とゆめ』）
  - 1巻完結、ISBN 4592214102
- （有）ヘヴン警備←ブラック（集英社、『マーガレットchannel』）
  1. ISBN 4088453751
  2. ISBN 4088454936
- 立派な王におなりなさいッ（集英社、『マーガレットchannel』）※単行本4巻、全て電子書籍のみ

#### 氷堂リョージ名義
- 高尾の天狗と脱・ハイヒール（竹書房、『まんがくらぶ』）全4巻
  1. 2015年1月17日発売[2]、ISBN 978-4-8019-5074-0
  2. 2016年4月7日発売[3]、ISBN 978-4-8019-5493-9
  3. 2017年9月27日発売[4]、ISBN 978-4-8019-6055-8
  4. 2018年12月27日発売[5]、ISBN 978-4-8019-6478-5
- 恋愛どまりでいいんですか?（集英社、『デジタルマーガレット』）※単行本3巻、全て電子書籍のみ
- 高尾の天狗とミドリの平日（竹書房、『まんがくらぶ』→『まんがライフ』2020年6月号 - 2022年9月号[6]）全4巻
  1. 2020年5月27日発売[7]、ISBN 978-4-8019-6944-5
  2. 2021年3月27日発売[8]、ISBN 978-4-8019-7241-4
  3. 2021年12月27日発売[9]、ISBN 978-4-8019-7524-8
  4. 2022年9月15日発売[10]、ISBN 978-4-8019-7837-9
- 虫の皇女マユの旅（竹書房、『ストーリアダッシュ』）既刊1巻

### 漫画パロディ作品集
- 『テニスの王子様』パロディ作品集
  1. 氷堂涼二 AP THE BEST ―E.T.D編― ap the best（ハイランド） 2004年（ISBN 9784894863439）
  2. 氷堂涼二 AP THE BEST ―E.T.D編2― ap the best（ハイランド） 2005年（ISBN 9784894863842）
  3. 氷堂涼二 AP THE BEST ―E.T.D編3― ap the best（ハイランド） 2005年（ISBN 9784894863958）
  4. 氷堂涼二 私の彼はパトリオット編（あおばコミックス） 2006年 （ISBN 487317886X）
  5. 氷堂涼二 15少年漂流記編（K-Book Comics） 2007年（ISBN 9784900227064）
  6. 氷堂涼二 部長、交換。編（K-Book Comics） 2007年（ISBN 9784900227057）
- 『ONE PIECE』パロディ作品集
  1. 氷堂涼二 奥様はクソコック編（K-Book Comics） 2008年（ISBN 9784900227361）

### 画集
- MOTHPHILIA 氷堂涼二 蛾集（ISBN 4891992352 一二三書房）

### イラスト
- 『ナデプロ!!』シリーズ（キャラクターデザイン等・漫画も担当）
- 『曹洞宗宗務庁』
  - 教えて！和尚さん（禅の友での連載）
  - おきょうのいっぽ（てらスクール選書４）
- 『マクロスF』
  - マクロスF フロンティア・メモリーズ （本文挿絵）
  - マクロスF フロンティア・ダイアリーズ （表紙・本文挿絵）

## 同人活動
E .T.D（イーティーディー）というサークル名で活動している。本人曰く「めんどくさくない程度に続けている」とのこと。現在の活動ジャンルは『タイバニ』である。同人サイトのメールフォームに意見や質問を送ると作者本人ではなく、WEB担当者から返信が来る。